# Täuffelen
Täuffelen är en ort och kommun vid Bielsjön i distriktet Seeland i kantonen Bern, Schweiz. Kommunen har 3 059 invånare (2023).
Kommunen består av de sammanvuxna orterna Gerolfingen och Täuffelen.